# 3. Fußball-Liga (2023/2024)
Sezon 2023/2024 3. Fußball-Ligi był 16. sezonem niemieckiej 3. Fußball-Ligi w piłce nożnej.
W rozgrywkach występowało 20 zespołów grających w systemie „każdy z każdym”. Bezpośredni awans do 2. Bundesligi na sezon 2024/2025 uzyskały SSV Ulm 1846 oraz Preußen Münster, natomiast SSV Jahn Regensburg awansował na II szczebel rozgrywkowy po wygranych barażach o awans. SC Freiburg II, VfB Lübeck, MSV Duisburg i Hallescher FC spadły do odpowiednich grup Regionalligi.

## Drużyny
Drużyny uczestniczące w sezonie 2023/2024 w 3. Lidze:
| klub                                  | miasto               | pozycja w lidze w poprzednim sezonie | uwagi                                             |
| ------------------------------------- | -------------------- | ------------------------------------ | ------------------------------------------------- |
| drużyny, które spadły z 2. Bundesligi |                      |                                      |                                                   |
| Arminia Bielefeld                     | Bielefeld            | 16                                   | przegrane baraże z SV Wehen Wiesbaden             |
| SSV Jahn Regensburg                   | Ratyzbona            | 17                                   |                                                   |
| SV Sandhausen                         | Sandhausen           | 18                                   |                                                   |
| uczestnicy poprzedniej edycji         |                      |                                      |                                                   |
| SC Freiburg II                        | Fryburg Bryzgowijski | 2                                    | zespół rezerw nie może awansować do 2. Bundesligi |
| 1. FC Saarbrücken                     | Saarbrücken          | 5                                    |                                                   |
| Dynamo Drezno                         | Drezno               | 6                                    |                                                   |
| Waldhof Mannheim                      | Mannheim             | 7                                    |                                                   |
| TSV 1860 Monachium                    | Monachium            | 8                                    |                                                   |
| Viktoria Köln                         | Kolonia              | 9                                    |                                                   |
| SC Verl                               | Verl                 | 10                                   |                                                   |
| FC Ingolstadt 04                      | Ingolstadt           | 11                                   |                                                   |
| MSV Duisburg                          | Duisburg             | 12                                   |                                                   |
| Borussia Dortmund II                  | Dortmund             | 13                                   |                                                   |
| FC Erzgebirge Aue                     | Aue-Bad Schlema      | 14                                   |                                                   |
| Rot-Weiss Essen                       | Essen                | 15                                   |                                                   |
| Hallescher FC                         | Halle                | 16                                   |                                                   |
| drużyny awansujące z Regionallig      |                      |                                      |                                                   |
| VfB Lübeck                            | Lubeka               | 1 (Regionalliga Północ)              |                                                   |
| Preußen Münster                       | Münster              | 1 (Regionalliga Zachód)              |                                                   |
| SSV Ulm 1846                          | Ulm                  | 1 (Regionalliga Południowy zachód)   |                                                   |
| SpVgg Unterhaching                    | Unterhaching         | 1 (Regionalliga Bawaria)             | wygrane baraże z Energie Cottbus                  |

## Tabela
| Lp. | Drużyna                 | M  | Z  | R  | P  | Bramki | Bramki | Różn. | Pkt | Uwagi                                                  |
| --- | ----------------------- | -- | -- | -- | -- | ------ | ------ | ----- | --- | ------------------------------------------------------ |
| 1   | SSV Ulm (M) (A)         | 38 | 23 | 8  | 7  | 65     | 38     | +27   | 77  | Awans do 2. Bundesligi                                 |
| 2   | Preußen Münster (A)     | 38 | 19 | 10 | 9  | 68     | 49     | +19   | 67  | Awans do 2. Bundesligi                                 |
| 3   | SSV Jahn Regensburg (B) | 38 | 17 | 12 | 9  | 51     | 42     | +9    | 63  | Baraże o 2. Bundesligę                                 |
| 4   | Dynamo Drezno           | 38 | 19 | 5  | 14 | 58     | 40     | +18   | 62  |                                                        |
| 5   | 1. FC Saarbrücken       | 38 | 15 | 15 | 8  | 60     | 43     | +17   | 60  |                                                        |
| 6   | FC Erzgebirge Aue       | 38 | 16 | 12 | 10 | 51     | 47     | +4    | 60  |                                                        |
| 7   | Rot-Weiss Essen         | 38 | 17 | 8  | 13 | 60     | 53     | +7    | 59  |                                                        |
| 8   | SV Sandhausen           | 38 | 15 | 11 | 12 | 58     | 57     | +1    | 56  |                                                        |
| 9   | SpVgg Unterhaching      | 38 | 16 | 7  | 15 | 50     | 49     | +1    | 55  |                                                        |
| 10  | FC Ingolstadt 04        | 38 | 14 | 12 | 12 | 65     | 51     | +14   | 54  |                                                        |
| 11  | Borussia Dortmund II    | 38 | 14 | 12 | 12 | 58     | 53     | +5    | 54  |                                                        |
| 12  | SC Verl                 | 38 | 14 | 11 | 13 | 59     | 56     | +3    | 53  |                                                        |
| 13  | Viktoria Köln           | 38 | 13 | 10 | 15 | 59     | 65     | −6    | 49  |                                                        |
| 14  | Arminia Bielefeld       | 38 | 11 | 13 | 14 | 48     | 47     | +1    | 46  |                                                        |
| 15  | TSV 1860 Monachium      | 38 | 13 | 7  | 18 | 40     | 42     | −2    | 46  |                                                        |
| 16  | Waldhof Mannheim        | 38 | 11 | 10 | 17 | 51     | 60     | −9    | 43  |                                                        |
| 17  | Hallescher FC (S)       | 38 | 11 | 7  | 20 | 50     | 68     | −18   | 40  | Spadek do Regionalligi (odpowiedniej dla danego klubu) |
| 18  | MSV Duisburg (S)        | 38 | 8  | 10 | 20 | 41     | 65     | −24   | 34  | Spadek do Regionalligi (odpowiedniej dla danego klubu) |
| 19  | VfB Lübeck (S)          | 38 | 6  | 14 | 18 | 37     | 77     | −40   | 32  | Spadek do Regionalligi (odpowiedniej dla danego klubu) |
| 20  | SC Freiburg II (S)      | 38 | 8  | 6  | 24 | 37     | 64     | −27   | 30  | Spadek do Regionalligi (odpowiedniej dla danego klubu) |

## Baraże o awans do 2. Bundesligi
|         | data  | drużyna z 2. Bundesligi | drużyna z 3. Ligi   | wynik |
| ------- | ----- | ----------------------- | ------------------- | ----- |
| 1. mecz | 24.05 | SV Wehen Wiesbaden      | SSV Jahn Regensburg | 2-2   |
| rewanż  | 28.05 | SV Wehen Wiesbaden      | SSV Jahn Regensburg | 1-2   |

Zwycięzca: SSV Jahn Regensburg